# Karkamış
Karkamış est une ville et un district de la province de Gaziantep dans la région de l'Anatolie du sud-est en Turquie, à la frontière turco-syrienne, face à la ville syrienne de Jerablus.
Son nom évoque celui de la cité antique de Karkemish dont les ruines se situent à environ 1,5 km à l'est de la ville moderne sur la rive occidentale de l'Euphrate.